# HTC One Mini 2
HTC One Mini 2 – smartfon tajwańskiego producenta HTC Corporation.

## Specyfikacja techniczna
One mini2 został wyposażony w czterordzeniowy procesor Qualcomm Snapdragon 400 8926 o taktowaniu 1,2 GHz na rdzeń. Urządzenie posiada 1 GB RAM oraz 16 GB pamięci wewnętrznej, którą można rozszerzyć poprzez kartę pamięci (do 128 GB).

### Wyświetlacz
Ekran o przekątnej 4,5 cala i rozdzielczości 1280 × 720 pikseli, co daje zagęszczenie 326 pikseli na jeden cal wyświetlacza.

### Aparat fotograficzny
Aparat znajdujący się w telefonie ma 13 Mpix. Przednia kamera ma rozdzielczość 5 Mpx.

### Akumulator
Akumulator litowo-polimerowy ma pojemność 2100 mAh.

## Software
HTC One mini2 jest seryjnie wyposażony w system Android 4.4 KitKat.